# Hyphydrus eremita
Hyphydrus eremita är en skalbaggsart som beskrevs av Guignot 1954. Hyphydrus eremita ingår i släktet Hyphydrus och familjen dykare. Inga underarter finns listade i Catalogue of Life.